# Frumentarii
Frumentarii, singular frumentarius, var en militär elitstyrka i det Romerska kejsardömet och fungerade som kejsarens hemliga polis. Den grundades av Hadrianus som en speciell enhet inom pretorianerna för att under dennes resor hålla den politiska situationen i Rom under kontroll. Styrkan blev avskydd för sina metoder, som inkluderade angivningar, avrättningar och tortyr, och upplöses av Diocletianus.